# Ropica salomonum
Ropica salomonum là một loài bọ cánh cứng trong họ Cerambycidae.